# Татаринцев, Николай Афанасьевич
Никола́й Афана́сьевич Тата́ринцев (1903—1975) — советский хозяйственный деятель.

## Биография
Родился в 1903 году в Бузулуке Самарской губернии. Член КПСС.
С 1929 года — на хозяйственной и общественной работе. В 1929—1973 гг. — горный инженер, начальник мартеновского цеха, главный инженер, технический директор на Салдинском, Алапаевском, Чусовском металлургических заводах, главный инженер, начальник Главуралмета, технический советник в Польше, начальник отдела чёрной металлургии Госкомитета по новой технике при Совете Министров СССР
Делегат XIX съезда КПСС.
Умер в 1975 году.